# Округ Минго (Западна Вирџинија)
Минго (енгл. Mingo County) је округ у америчкој савезној држави Западна Вирџинија.

## Демографија
По попису из 2010. године број становника је 26.839, што је 1.414 (-5,0%) становника мање него 2000. године.
| Група             | 2000.          | 2010.          |
| Белци             | 27.134 (96,0%) | 25.944 (96,7%) |
| Афроамериканци    | 661 (2,3%)     | 473 (1,8%)     |
| Азијати           | 58 (0,2%)      | 43 (0,2%)      |
| Хиспаноамериканци | 135 (0,5%)     | 119 (0,4%)     |
| Укупно            | 28.253         | 26.839         |